# 101競技連盟
101競技連盟（いちまるいちきょうぎれんめい、正式名称: 一般社団法人日本麻雀101競技連盟）とは、競技麻雀のプロ団体。

## 概要
古川凱章主宰により1982年に始まった「順位戦101」が前身。飯田正人や金子正輝など、最高位戦の実力者を輩出している。最高位戦・麻将連合・プロ協会の各現代表である新津潔・忍田幸夫・五十嵐毅はいずれも順位戦101の出身である。飯田・金子同様、最高位戦とダブル登録していた。2004年6月1日付で法人改組し、中間法人として設立された。その後2009年6月に一般社団法人に変更。現理事長（理事代表）は愛澤圭次。
麻雀においては通常、点数の多寡が勝敗の基準となるところ、純粋に順位を基準とした勝ち・負け・引き分けの積み重ねによって勝敗を決するルールを採用しているのが大きな特色である。また、現行の公式戦では唯一手積みによる洗牌、築山を行っていることも大きな特徴である。これは、使用用具の定義に全自動麻雀卓を使用してよいとは書かれていないため。また、これに伴い、サイトなどで使われているイメージ写真もすべて手積み卓である。
公式機関誌として101マガジンを発行している（2013年よりWEB版としてインターネット上に公開開始）。
一般会員を対象とした競技会「マージャン101」が全国5支部で開催されている。
ルールが一番近い麻将連合と2005年より友好関係を結んでいる。

## 101競技規定

### 点数計算
- 「親は子の倍」という原則（ヤオアルの原則）を重視し、子方の支払い分をすべての得点計算の土台にしている（通常のルールでは「親は子の1.5倍」である）。そのためロン和了とツモ和了で得点に誤差が生じることがない。ただし、1飜増すごとに点数が倍加する、符に比例して点数が増加するという原則からは若干逸脱する。
例：子の40符2飜ツモ和了の時
  - 一般的な計算方法：40符 × 2(2飜+2{場ゾロ})＝640点。640点×2＝親1280点。10の位を切り上げて子700点/親1300点で計2700点。
  - 101の計算方法：40符 × 2(2飜+2{場ゾロ})＝640点、10の位を切り上げて子700点。700点×2＝親1400点。子700点/親1400点で計2800点。

  - 同じ40符2飜のロン和了の場合、一般的な計算なら640点×4＝2560点を切り上げて2600点になるが、101では700点×4＝2800点となる。
  - つまり、計算のどの段階で切り上げるかが違う。

| 括弧内はツモ和了の場合の子1人の支払い分。                            |                 |                    |                    |                    |                    |                         |                         |                    |                    |                    |                    |
| 親                                                                   | 20符 (ピンヅモ) | 25符 (七対子)      | 30符               | 40符               | 50符               | 60符                    | 70符                    | 80符               | 90符               | 100符              | 110符              |
| 1飜                                                                  | -               | -                  | 1800 (600)         | 2400 (800)         | 2400 (800)         | 3000 (1000)             | 3600 (1200)             | 4200 (1400)        | 4800 (1600)        | 4800 (1600)        | -                  |
| 2飜                                                                  | - (800)         | 2400 ( - )         | 3000 (1000)        | 4200 (1400)        | 4800 (1600)        | 6000 (2000)             | 7200 (2400)             | 7800 (2600)        | 9000 (3000)        | 9600 (3200)        | 10800 (3600)       |
| 3飜                                                                  | - (1400)        | 4800 (1600)        | 6000 (2000)        | 7800 (2600)        | 9600 (3200)        |                         |                         |                    |                    |                    |                    |
| 4飜                                                                  | - (2600)        | 9600 (3200)        |                    |                    |                    | 満貫 12000 (4000)       | 満貫 12000 (4000)       |                    |                    |                    |                    |
| 5飜                                                                  |                 |                    |                    |                    |                    | 満貫 12000 (4000)       | 満貫 12000 (4000)       |                    |                    |                    |                    |
| 6飜 7飜                                                              |                 |                    |                    |                    |                    | 跳満 18000 (6000)       | 跳満 18000 (6000)       |                    |                    |                    |                    |
| 8飜以上                                                              |                 |                    |                    |                    |                    | 倍満 24000 (8000)       | 倍満 24000 (8000)       |                    |                    |                    |                    |
| 括弧内はツモ和了の場合の払い分。上段が子の支払い、下段が親の支払い。 |                 |                    |                    |                    |                    |                         |                         |                    |                    |                    |                    |
| 子                                                                   | 20符 (ピンヅモ) | 25符 (七対子)      | 30符               | 40符               | 50符               | 60符                    | 70符                    | 80符               | 90符               | 100符              | 110符              |
| 1飜                                                                  | -               | -                  | 1200 (300, 0600)   | 1600 (400, 0800)   | 1600 (400, 0800)   | 2000 (500, 1000)        | 2400 (600, 1200)        | 2800 (700, 1400)   | 3200 (800, 1600)   | 3200 (800, 1600)   | -                  |
| 2飜                                                                  | - (400, 0800)   | 1600 ( - )         | 2000 (500, 1000)   | 2800 (700, 1400)   | 3200 (800, 1600)   | 4000 (1000, 02000)      | 4800 (1200, 02400)      | 5200 (1300, 02600) | 6000 (1500, 03000) | 6400 (1600, 03200) | 7200 (1800, 03600) |
| 3飜                                                                  | - (700, 1400)   | 3200 (800, 1600)   | 4000 (1000, 02000) | 5200 (1300, 02600) | 6400 (1600, 03200) |                         |                         |                    |                    |                    |                    |
| 4飜                                                                  | - (1300, 02600) | 6400 (1600, 03200) |                    |                    |                    | 満貫 8000 (2000, 4000)  | 満貫 8000 (2000, 4000)  |                    |                    |                    |                    |
| 5飜                                                                  |                 |                    |                    |                    |                    | 満貫 8000 (2000, 4000)  | 満貫 8000 (2000, 4000)  |                    |                    |                    |                    |
| 6飜 7飜                                                              |                 |                    |                    |                    |                    | 跳満 12000 (3000, 6000) | 跳満 12000 (3000, 6000) |                    |                    |                    |                    |
| 8飜以上                                                              |                 |                    |                    |                    |                    | 倍満 16000 (4000, 8000) | 倍満 16000 (4000, 8000) |                    |                    |                    |                    |

### 一般のルールに比べて"ないもの"
点数計算
- 積み符
- 三倍満、数え役満
- 役満の複合

流局
- 流局連荘
- ノーテン罰符
- 途中流局
- 流し満貫

役
- 一発
- 海底摸月、河底撈魚（つまり、海底・河底役が無いため、形式聴牌での和了は無い）
- ダブル立直
- 二盃口（一盃口2つで2飜として計算する）
- 天和、地和、人和
- フリテンの国士無双13面待ちにおける特例（国士13面待ちでもフリテンならロン和了は不可。但し、通常ルールもこのルールは特例であり、本来はフリテンの国士無双13面待ちのロン和了は不可。）
- 国士無双における暗槓への槍槓（国士といえども暗槓に対する槍槓はできない。但し、通常ルールもこのルールは特例であり、本来は国士無双の暗槓の槍槓は無い）

立直
- リーチ後の暗槓
- オープンリーチ（オープンリーチは通常のルールでも採用されない事が殆どである）
- ノーテンリーチに対する罰（ノーテンリーチを掛けても罰則が科されない）

ドラ、槓
- 裏ドラ、槓ドラ、槓裏ドラ
- 槓の回数制限

その他
- 二家和（ダブロン、トリプルロンは頭ハネとする）
- 包（パオ）
- 和了宣言としての「ツモ」の発声（和了時はすべて「ロン」と発声する）

### 一般のルールに比べて"あるもの"
- 加槓した牌に対するフリテンの発生（捨て牌に準ずる性質があるとみなし、フリテンの対象となる）
- 現物の喰い替え（打牌に一切の制限はない）

### 和了役の違い
- 混一色・清一色は喰い下がり無しの2飜・5飜

### チョンボ
- 2万点の罰符を場に放流し、ゲーム終了後トップ者に加算される。
- チョンボが発生した局も1局成立したものとする。

### 順位評価
- 基本的に、1位を勝（1昇）、4位を負（△1）として扱う。
- 同着の場合は両者を上位として扱う。同点トップは両者を1位として扱い、同点ラスは両者を4位ではなく3位（引き分け＝0）として扱う。3人同着の場合も同様。
- 例外として、4人同着の場合は全員を引き分けとして扱う。例えば、誰もリーチを行わず、8局すべて流局した場合など。

## 主催タイトル戦

### 順位戦・名翔位
- 年間を通じてのリーグ戦で、A級・B級・C級の3つのクラスからなる。
- 年間対局数（2011年）は、A級40半荘、B級35半荘、C級32半荘。
- 昇数が同点の場合は前年度の成績で上位・下位を決定する。
- A級順位戦の優勝者を「名翔位」と称する。他団体の順位戦に相当するリーグ戦などと異なり決定戦や決勝はない。

### 八翔位戦
- トーナメント形式、現八翔位は決勝へ、前八翔位・名翔位・翔龍位・順位戦の上位はそのランクに応じシードされる。（概ね上位から3次予選に8～10名程度、2次予選に10～16名程度シードされる。）
- 2011年の形式は、1次予選（4半荘同卓2名勝ち上がり）、2次予選（6半荘同卓2名勝ち上がり）、準決勝（6半荘単独2昇1名勝ち上がり）、決勝（10半荘単独3昇以上で優勝）※ただし、多くの年度では2次予選と準決勝の間に同卓2名勝ち上がりの3次予選が行われている。
- ボーダーで複数人や勝ち上がり条件を誰も満たしていない場合は延長戦となり、決着が着くまで行われる。その場合ボーダーより下の者にも勝ち上がりのチャンスが生まれ、ボーダーより上の者も敗退する可能性があるという特徴を持つ。（例：1次予選で4半荘終了時に4人の成績が（0,+1,0,△1）となり延長戦が行われ、（0,+1,△1,0）（+1,0,△1,0）（+1,0,△2,+1）と推移した場合、4半荘終了時に1位だった者が敗退、4位だった者が勝ちあがる。）

### 翔龍戦
- 出場資格を翔龍位・名翔位・八翔位・各クラス上位に与える。
- 決勝は8名、8回戦まではA卓が303評価（トップ+3・ラス△3、以下同様）、B卓が202評価で行われ、各回ごとにA卓のラス者とB卓のトップ者が昇降する。
- 8回戦終了時の上位4名が9回戦以降に進出（スコア持ち越し）。
- 9回戦以降は404評価で行い、12回戦終了時の首位者が優勝となる。
- 同点の場合、通常通り同点トップは両者プラスが与えられ、同点ラスは両者0が与えられるが、昇降者を決める際には起親から遠い方を上位とする（通常の同点処理とは逆）。トータルスコアなら追いついたほうを上位とする。